# Mar de Andamán
El mar de Andamán o Mar de Birmania es un sector del océano Índico situado al sureste del golfo de Bengala, al sur de Birmania, oeste de Tailandia y este de las Islas Andamán, de las que recibe su nombre. Tiene alrededor de 1200 km de norte a sur y 650 km de este a oeste, formando un área de 797 700 km². Su profundidad promedio es de 870 metros y el máximo llega a 3777 metros. El principal río que desemboca en sus aguas es el Irawady.
En su extremo sureste, el mar de Andamán comunica con el mar de China Meridional a través del estrecho de Malaca, que separa la isla de Sumatra de la península Malaya.
Tradicionalmente, el mar se ha utilizado para la pesca y el transporte de mercancías entre los países costeros, y sus arrecifes de coral e islas son populares destinos turísticos.  Las infraestructuras pesqueras y turísticas resultaron gravemente dañadas por el terremoto y tsunami del océano Índico del 2004.

## Geografía

### Ubicación
El mar de Andamán, que se extiende entre los 92°E y los 100°E y entre los 4°N y los 20°N, ocupa una posición muy importante en el océano Índico, aunque ha permanecido inexplorado durante mucho tiempo. Al sur de Myanmar, al oeste de Tailandia y al norte de Indonesia, este mar está separado del golfo de Bengala por las islas Andamán y Nicobar y una cadena de montes marinos asociados a lo largo del límite de la placa indo-birmana. El estrecho de Malaca (entre la península malaya y Sumatra) constituye la vía de salida meridional de la cuenca, que tiene 3 km de ancho y 37 m de profundidad.

### Extensión

#### Delimitación de la Organización Hidrográfica Internacional
La máxima autoridad internacional en materia de delimitación de mares, la Organización Hidrográfica Internacional («International Hydrographic Organization, IHO), considera el mar de Andamán («Andaman or Burma Sea») como un mar. En su publicación de referencia mundial, «Limits of oceans and seas» (Límites de océanos y mares, 3ª edición de 1953), le asigna el número de identificación 44 y lo define de la forma siguiente:

En el suroeste.
Una línea que va de Oedjong Raja (5º32'N, 95°12'E) en Sumatra, a Poeloe Bras (Breueh) y a través de las islas occidentales del grupo Nicobar hasta punta Sandy en la isla Pequeño Andamán, de tal manera que todas las aguas de los estrechos pertenecen al mar de Birmania.
En el noroeste.
El límite oriental de la bahía de Bengala (43) [Una línea que va desde el cabo Negrais (16°03'N), en Birmania, a través de las islas más grandes del grupo de Andamán, de tal manera que todas las aguas de los estrechos entre las islas se encuentran al este de la línea y se excluyen de la bahía de Bengala, tan lejos como la punta en la isla Pequeño Andamán en la latitud 10º48'N y longitud 92º24'E, y desde allí a lo largo del límite suroeste del mar de Birmania].
En el Sudeste.
Una línea que une Voalan Lem (7º47'N) en Siam, y Pedropunt (5º40'N) en Sumatra.
Limits of oceans and seas, pág. 21 y 22.

Oedjong significa "cabo" y Lem significa "punta en lengua holandesa en los mapas de las Indias Orientales Neerlandesas (Indonesia). Lem Voalan [Cabo Phromthep] es el extremo sur de Goh Puket (isla de Phuket).

### Zona económica exclusiva
Zonas económicas exclusivas en el mar de Andamán: Número 
| Número | País                              | Área (km2) |
| ------ | --------------------------------- | ---------- |
| 1      | India - Islas Andamán y Nicobar   | 659,590    |
| 2      | Birmania - territorio continental | 511,389    |
| 3      | Tailandia - Mar de Andamán        | 118,714    |
| 4      | Indonesia - Noreste de Aceh       | 76,500     |
| Total  | Mar de Andamán                    | -          |

## Geología

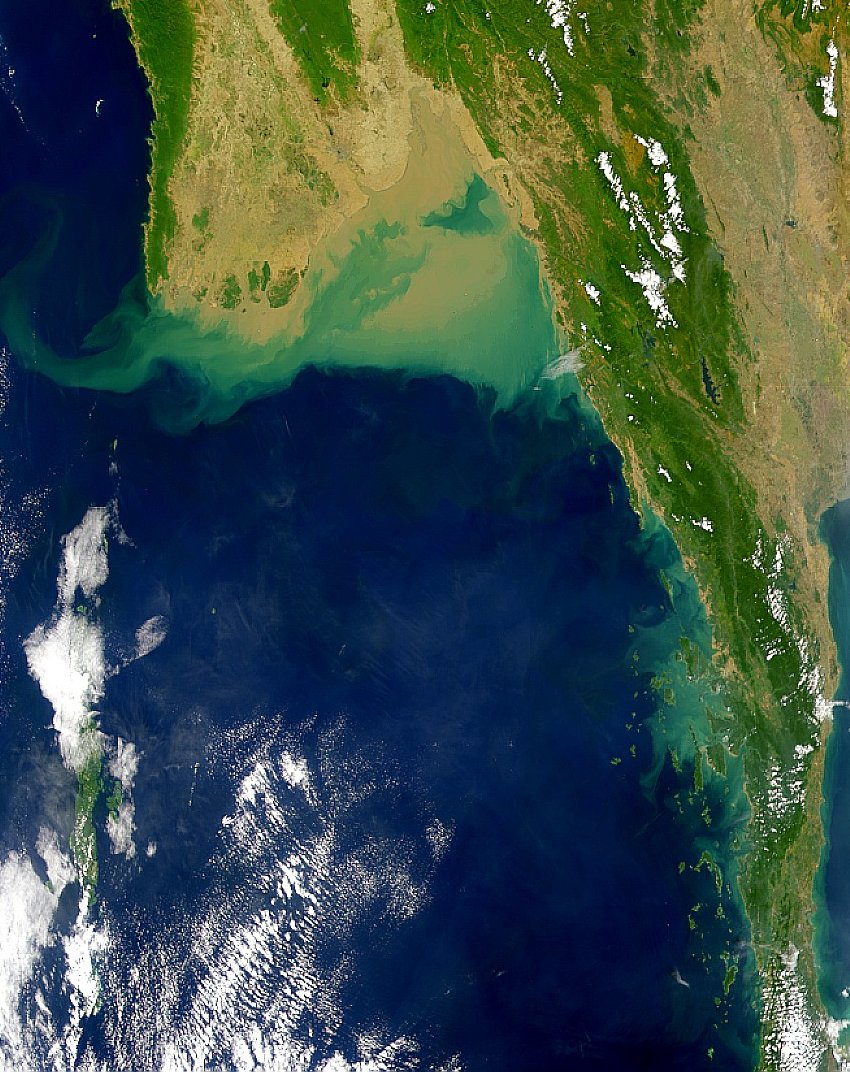
Imagen de satélite del mar de Andamán que muestra las algas verdes y los depósitos de limo debidos al río Irrawaddy en su parte norte.

La parte septentrional y oriental de la cuenca es poco profunda, ya que la plataforma continental frente a las costas de Myanmar y Tailandia se extiende más de 200km. (marcados por la 300 metros (328,1 yd) isóbata). Alrededor del 45% de la superficie de la cuenca es menos profunda (menos de 500 metros (546,8 yd) de profundidad), lo que es consecuencia directa de la presencia de la plataforma más amplia. El talud continental que sigue a la plataforma oriental es bastante abrupto entre los 9°N y los 14°N. Aquí, la vista en perspectiva de la topografía submarina seccionada a lo largo de 95°E expone el abrupto aumento de la profundidad del mar en unos 3 metros (3,3 yd) en una corta distancia horizontal de un grado. Las isóbatas correspondientes a 900 y 2000 metros (984,3 y 2187,2 yd) también se muestran en la figura para enfatizar la inclinación de la pendiente. Además, cabe señalar que el océano profundo tampoco está exento de montes marinos; de ahí que solo alrededor del 15 por ciento de la superficie total tenga una profundidad superior a 2,5 metros (2,7 yd).

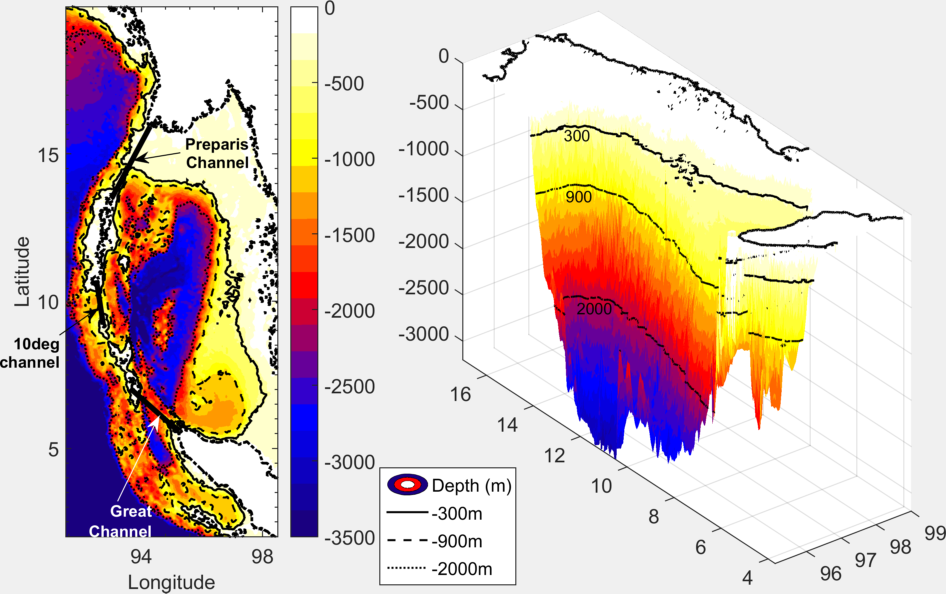
La batimetría (en metros) del mar de Andamán en 2D y 3D (seccionada a lo largo de 95°E)

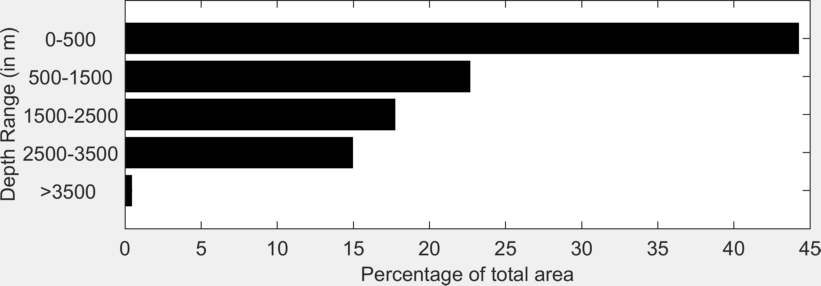
Porcentaje del área total del mar de Andamán correspondiente a diferentes rangos de profundidad

Las partes septentrional y oriental son menos profundas que 180 metros (590,6 pies) debido al limo depositado por el río Irrawaddy. Este importante río desemboca en el mar desde el norte a través de Myanmar. Las zonas occidental y central tienen una profundidad de 900-3 metros (2952,8-9,8 pies). Menos del 5% del mar tiene una profundidad superior a 3000 metros (9842,5 pies), y en un sistema de valles submarinos al este de la Dorsal de Andamán-Nicobar, la profundidad supera los 4000 metros (13 123,4 pies). El fondo marino está cubierto de guijarros, grava y arena.
El límite occidental del mar de Andamán está marcado por islas volcánicas y montes marinos, con estrechos o pasos de profundidad variable que controlan la entrada y salida de agua hacia la Bahía de Bengala. Hay un cambio drástico en la profundidad del agua en una corta distancia de 200 kilómetros (124,3 mi), a medida que se pasa del Golfo de Bengala (alrededor de 3,5 metros (3,8 yd) de profundidad) a las proximidades de las islas (hasta 1 metro (1,1 yd) de profundidad) y más adentro del mar de Andamán. El agua se intercambia entre el mar de Andamán y el golfo de Bengala a través de los estrechos entre las islas de Andamán y Nicobar. De ellos, los estrechos más importantes (en términos de anchura y profundidad) son: Canal de Preparis (PC), Canal de los Diez Grados (TDC) y Gran Canal (GC). El PC es el más ancho pero menos profundo (250 metros (273,4 yd)) de los tres y separa el sur de Myanmar del norte de Andamán. El TDC tiene 600 metros (656,2 yd) de profundidad y se encuentra entre Pequeño Andamán y Car Nicobar. GC tiene 1,5 metros (1,6 yd) de profundidad y separa Gran Nicobar de Banda Aceh.

### Placas tectónicas

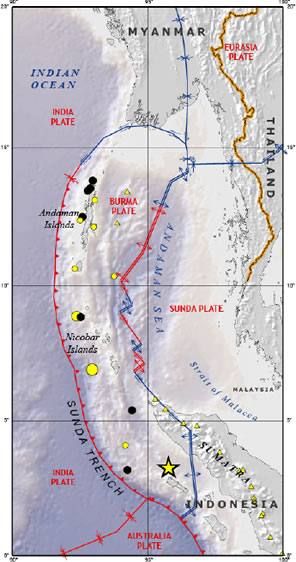
Mapa tectónico del mar de Andamán.

En el fondo oceánico del mar de Andamán corre de sur a norte el límite de dos placas tectónicas: la placa de Birmania y la placa de Sunda, estas microplacas se cree que anteriormente formaban parte de la gran placa Euroasiática, pero el constante choque con la placa de India las formó.
Como resultado, el fondo marino en su centro se expande, formando una cuenca marginal que comenzó su formación hace 3 o 4 millones de años.

### Actividad volcánica
Al este del principal grupo de islas del archipiélago, Gran Andamán, se encuentra la isla Barren que tiene un volcán activo (el único volcán activo de todo el subcontinente indio). Esta actividad volcánica es provocada por la subducción de la Placa India en el arco formado por las islas Andamán, lo que fuerza al magma a emerger en la Placa de Birmania. La isla volcánica de Narcondam también fue formada por este proceso, pero no ha tenido actividad eruptiva reciente.

### Sedimentos al mar
En conjunto, los ríos modernos Ayeyarwady (Irrawaddy) y Thanlwin (Salween) aportan >600 Mt/año de sedimentos al mar. Los estudios más recientes muestran que hay poco sedimento moderno acumulándose en la plataforma inmediatamente frente a las desembocaduras del río Ayeyarwady. En cambio, en el Golfo de Martaban se ha depositado hacia el mar una importante cuña de lodo con un depocentro distal, de hasta 60 metros (65,6 yd) de espesor, que se extiende hasta aproximadamente 130 metros (142,2 yd) de profundidad en la Depresión de Martaban. Además, no hay pruebas de que se hayan acumulado o transportado sedimentos modernos al Cañón de Martaban. Existe un manto de lodo que envuelve la estrecha plataforma occidental de Myanmar en la parte oriental del Golfo de Bengala. El espesor del depósito de lodo es de hasta 20 metros (21,9 yd) cerca de la costa y se adelgaza gradualmente hacia el talud a −300 metros (−328,1 yd) profundidad de agua, y probablemente se escapa hacia la profunda Fosa de Andamán. La cantidad total estimada de sedimentos del Holoceno depositados mar adentro es de aproximadamente 1290 × 109 toneladas. Si suponemos que se han acumulado principalmente desde el punto más alto del Holoceno medio (~have unos 6000 años) como en otros deltas importantes, el flujo deposicional medio anual histórico en la plataforma sería de 215 millones de toneladas al año, lo que equivale al ~35% de los sedimentos derivados de los ríos modernos Ayeyarwady-Thanlwin. A diferencia de otros grandes sistemas fluviales de Asia, como el Yangtsé y el Mekong, este estudio indica un transporte bidireccional y un patrón deposicional controlado por las corrientes locales que están influenciadas por las mareas, y los vientos y olas de los monzones que varían estacionalmente.

## Entorno natural

### Flora

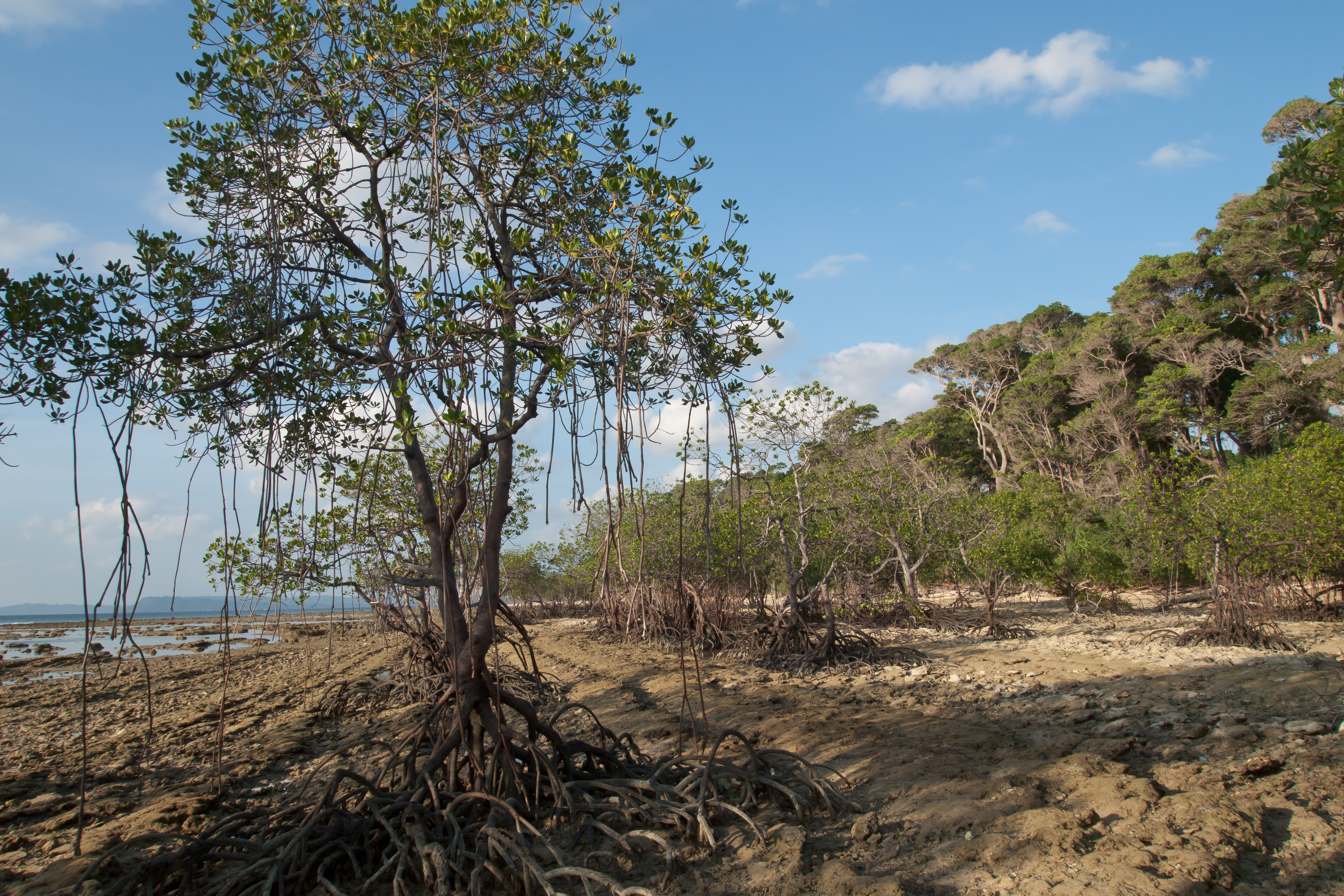
Manglares en la costa, Isla Neil, Islas Andamán y Nicobar

Las zonas costeras del mar de Andamán se caracterizan por los bosques de manglares y las praderas marinas. Los manglares cubren más de 600 km² de las costas tailandesas de la península malaya, mientras que las praderas de hierbas marinas ocupan una superficie de 79 km². : 25–26  Los manglares son responsables en gran medida de la alta productividad de las aguas costeras: sus raíces atrapan el suelo y los sedimentos y sirven de refugio contra los depredadores y de vivero para peces y pequeños organismos acuáticos. Su cuerpo protege la orilla del viento y las olas, y sus detritos forman parte de la cadena alimentaria acuática. Una parte importante de los bosques de manglares tailandeses del mar de Andamán fue eliminada durante el cultivo extensivo de camarones en aguas salobres en la década de 1980[cita requerida]. Los manglares también resultaron muy dañados por el tsunami de 2004. Después se replantaron en parte, pero su superficie sigue disminuyendo gradualmente debido a las actividades humanas.: 6–7 
Otras fuentes importantes de nutrientes en el mar de Andamán son las hierbas marinas y los fondos de lodo de las lagunas y zonas costeras. También crean un hábitat o refugio temporal para muchos organismos excavadores y bentónicos. Muchas especies acuáticas migran desde y hacia los pastos marinos a diario o en determinadas etapas de su ciclo vital. Entre las actividades humanas que dañan las praderas marinas se encuentran los vertidos de aguas residuales de la industria costera, las piscifactorías de camarones y otras formas de desarrollo costero, así como la pesca de arrastre y el uso de redes de empuje y de arrastre. El tsunami de 2004 afectó al 3,5% de las zonas de pastos marinos a lo largo del mar de Andamán a través de la sedimentación de arena y el 1,5% sufrió una pérdida total del hábitat.: 7 

### Fauna

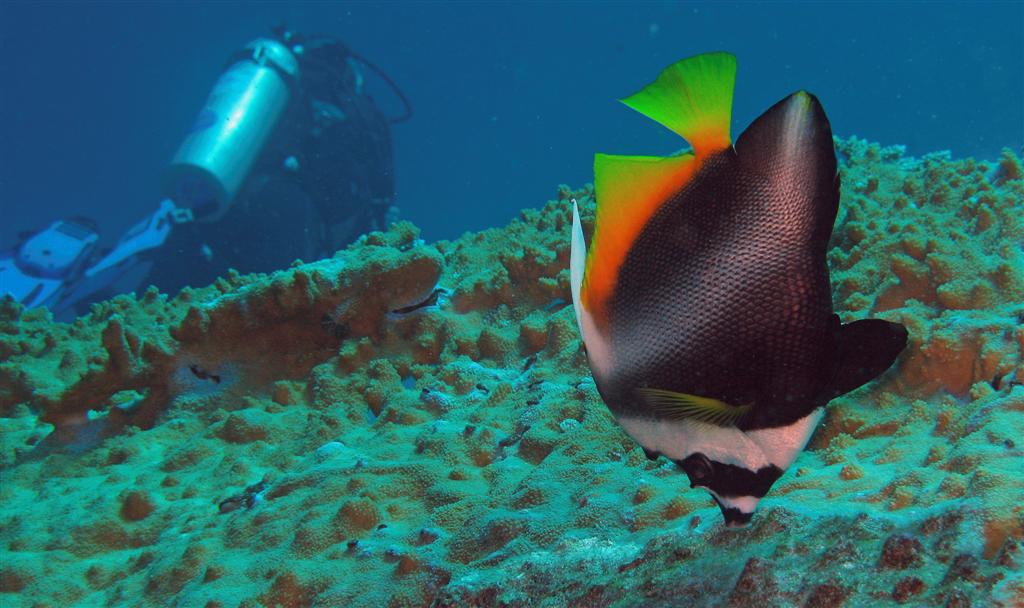
Pez estandarte fantasma (Heniochus pleurotaenia), Islas Similan, Tailandia

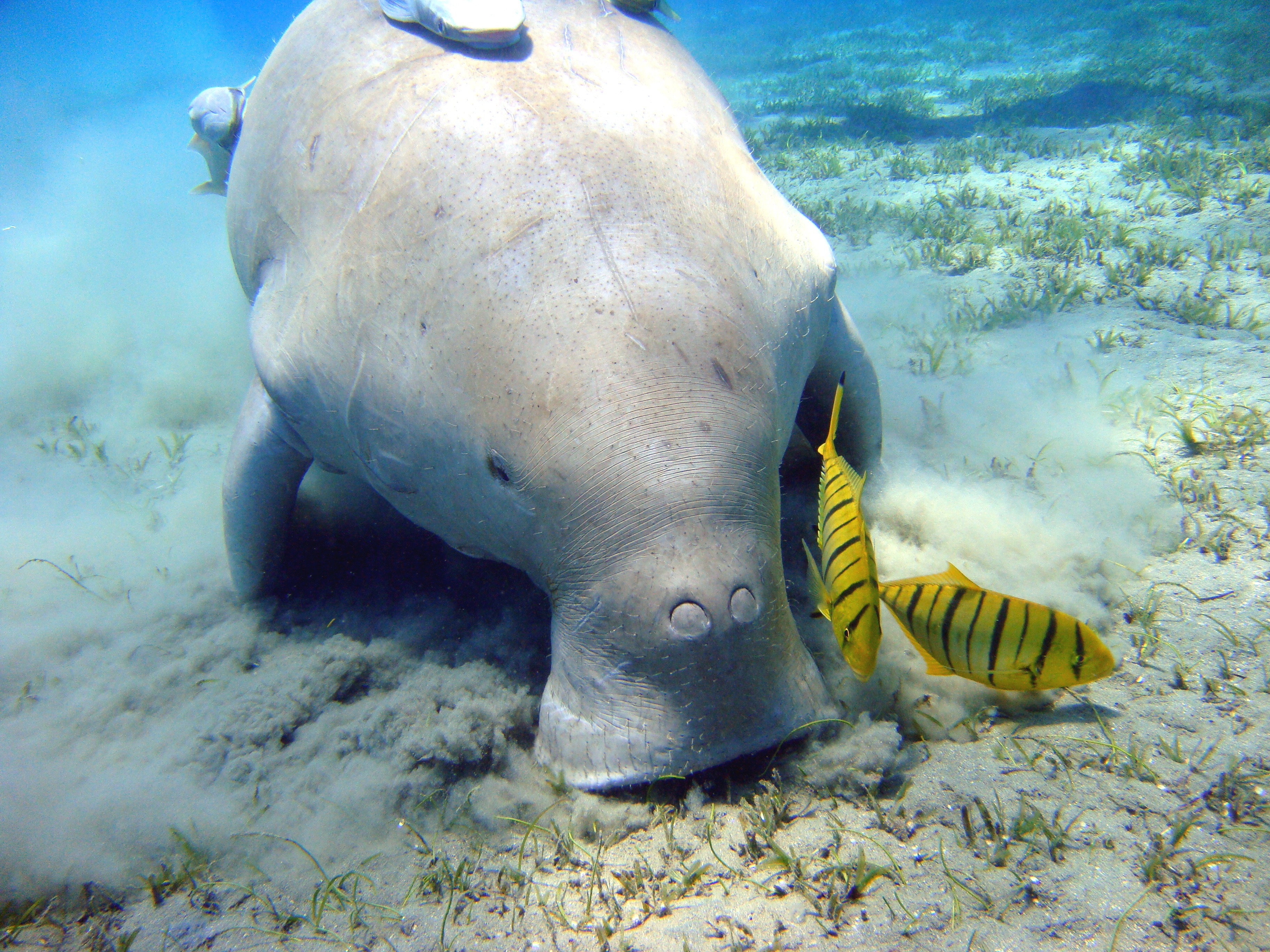
Dugongo

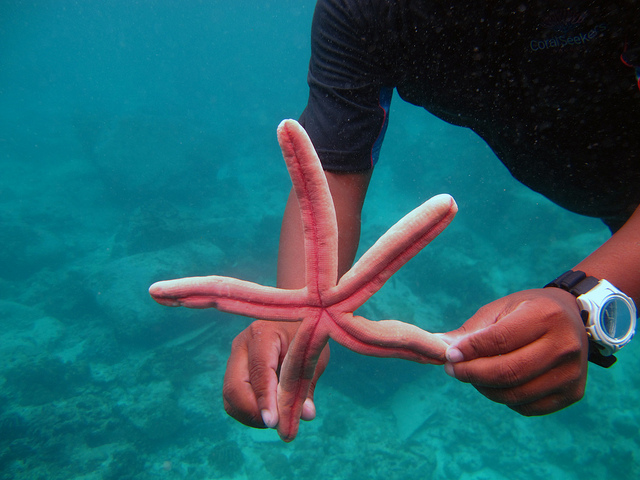
Estrella de mar, Mar de Andamán

Las aguas marinas de la península malaya favorecen el desarrollo de los moluscos, y existen unas 280 especies de peces comestibles pertenecientes a 75 familias. De ellas, 232 especies (69 familias) se encuentran en los manglares y 149 especies (51 familias) residen en las praderas marinas; así, 101 especies son comunes a ambos hábitats.: 26  Este mar también alberga muchas especies de fauna vulnerable, como el dugongo (Dugong dugon), varias especies de delfines, como el delfín del Irrawaddy (Orcaella brevirostris) y cuatro especies de tortugas marinas: la tortuga laúd (Dermochelys coriacea) y la tortuga carey (Eletmochelys imbricata), en peligro crítico, y la tortuga verde (Chelonia mydas) y la tortuga olivácea (Lepidochelys olivacea), en peligro. Sólo hay unos 150 dugongos en el mar de Andamán, repartidos entre las provincias de Ranong y Satun. Estas especies son sensibles a la degradación de las praderas marinas.: 8 
Se calcula que los arrecifes de coral ocupan 117 km2 en el mar de Andamán, con sólo un 6,4% en condiciones ideales.